# Peter Rodrigues
Pour les articles homonymes, voir Rodrigues (homonymie).
Peter Rodrigues, né le 21 janvier 1944 à Cardiff (Pays de Galles), est un footballeur gallois, qui évoluait au poste d'arrière latéral à Cardiff City, à Leicester City, à Sheffield Wednesday et à Southampton ainsi qu'en équipe de Pays de Galles.
Rodrigues ne marque aucun but lors de ses quarante sélections avec l'équipe de Pays de Galles entre 1965 et 1973.

## Parcours
- 1961-1965 :  Cardiff City
- 1965-1970 :  Leicester City
- 1970-1975 :  Sheffield Wednesday
- 1975-1977 :  Southampton

## Palmarès

### En équipe nationale
- 40 sélections et 0 but avec l'équipe du Pays de Galles entre 1965 et 1973

### Avec Leicester
- Finaliste de la Coupe d'Angleterre en 1969

### Avec Southampton
- Vainqueur de la Coupe d'Angleterre en 1976